# 2022年圣多美和普林西比未遂政变
2022年圣多美和普林西比未遂政变發生在11月24日晚上至25日。
在25日舉行的新聞發佈會上，總理派翠斯·特羅瓦達表示，該國武裝部隊總部遭到四名男子的襲擊，其中包括即將離任的國民議會議長德爾菲姆·內維斯和一名曾試圖發動政變的軍官。未遂政變被政府挫敗，肇事者被捕。
四人在槍戰中喪生，12名現役士兵參與其中。特羅瓦達還暗示，來自正式解散的南非組織布法羅營的戰士參與其中，他們的一名雇傭軍阿萊西奧·科斯塔在戰鬥中喪生，是叛軍頭目之一。
政變領導人表示，由於該國的貧困，他們曾試圖推翻政府。
在12月6日接受德國之聲採訪時，即將卸任的總理豪爾赫·邦·熱蘇斯（Jorge Bom Jesus）將這一事件稱為“發明”，新政府將以此為藉口鎮壓反對黨。